# 장덕영
장덕영(1968년 6월 3일 ~)은 태평양 돌핀스의 전 야구 선수다.

## 출신 학교
- 경북고등학교
- 영남대학교

## 같이 보기
- 1993년 태평양 돌핀스 시즌